# 互斥关系
在计算机科学中，互斥关系是一种数据库关系。
在关系数据库设计中，某些情况下，一种关系类型的存在会妨碍另一种关系类型的存在。若实体A通过关系R仅可以与实体B或实体C中的一个实体相关联，则该关系被认为是相互排斥的。

## 举例
数据(实体)可以被发送到(关系)监视器(实体B)或打印机(实体C)来输出。在这种情况下，数据和监视器及打印机间的关系被称作互斥关系。（假定数据只能被发送到一个目标）
```
    --- 发送到 ---> 监视器
 数据 
    --- 发送到 ---> 打印机
```